# 14724 SNO
14724 SNO è un asteroide della fascia principale. Scoperto nel 2000, presenta un'orbita caratterizzata da un semiasse maggiore pari a 2,9126610 au e da un'eccentricità di 0,0730545, inclinata di 3,13792° rispetto all'eclittica.
L'asteroide è dedicato all'omonimo esperimento scientifico canadese sui neutrini solari.